# (224831) Neeffisis
(224831) Neeffisis est un astéroïde de la ceinture principale.

## Description
(224831) Neeffisis est un astéroïde de la ceinture principale. Il fut découvert le 27 novembre 2006 à Taunus par Erwin Schwab et Rainer Kling. Il présente une orbite caractérisée par un demi-grand axe de 2,20 UA, une excentricité de 0,12 et une inclinaison de 3,7° par rapport à l'écliptique.

## Compléments